# Park Narodowy Bernardo O’Higgins
Park Narodowy Bernardo O’Higgins – największy obszar chroniony w Chile, którego powierzchnia wynosi 35 259,01 km². Nazwa parku pochodzi od imienia generała Bernardo O’Higginsa, który był pierwszym przywódcą Chile. Park sąsiaduje z kilkoma innymi parkami, od wschodu z Parkiem Narodowym Los Glaciares (położony na terenie Argentyny) oraz Parkiem Narodowym Torres del Paine, od północy z Parkiem Narodowym Laguna San Rafael oraz z dwoma rezerwatami, od południowego zachodu z Rezerwatem Narodowym Alacalufes i od północnego zachodu z Rezerwatem Narodowym Katalalixar.
Teren parku obejmuje znaczną część Południowego Lądolodu Patagońskiego. Jedną z głównych atrakcji jest Lodowiec Brüggen.

## Zniknięcie jeziora
W lipcu 2007 strażnicy parku zanotowali niespotykane zjawisko, zniknęło jezioro lodowcowe o powierzchni 5 akrów i pozostał suchy, wielki krater.